# Machaerota spangbergii
Machaerota spangbergii är en insektsart som beskrevs av Victor Antoine Signoret 1879. Machaerota spangbergii ingår i släktet Machaerota och familjen Machaerotidae. Inga underarter finns listade i Catalogue of Life.